# Eddie Prévost
Eddie Prevost (Hitchin, 22 de junho de 1942) é um baterista e percussionista inglês.

## Biografia

### Inicio de carreira anos AMM
Prévost começou como baterista de jazz antes de enveredar-se pela música totalmente improvisada. Ele foi co-fundador da banda AMM, e permanece seu único membro constante. Prévost já trabalhou com vários músicos de jazz de destaque, incluindo o saxofonista Lou Gare. Em 1965, juntamente com o saxofonista tenor Lou Gare, o baixista Lawrence Sheaff e o guitarrista Keith Rowe, Prévost rompeu radicalmente com o jazz, a música que inspirou estes músicos ingleses, mas não conseguiu acomodar as suas preocupações estéticas em rápida expansão. Sua investigação dedicada em termos de criatividade espontânea levou-os a reinventar a música como um diálogo com o mundo além dos limites do discurso musical convencional. Eles formaram o AMM, que logo foi integrado pelo distinto compositor Cornelius Cardew, uma banda de improvisação que exerceu influência internacional através de uma ampla gama de tipos de música, da composição contemporânea ao rock psicodélico, dos sons ambiente ao ruído industrial. Durante a década de 1960 o AMM ocasionalmente tocou nas mesmas datas e locais que o Pink Floyd. Em 1968, o compositor norte-americano Christian Wolff passou seus anos em Londres como um membro da AMM. 

### Outros materiais e outras técnicas para tocar bateria
No curso de uma análise rigorosa das relações internas e externas da música e do som em si do AMM, Prévost revisou seu entendimento da natureza e do potencial da percussão. Curvou pratos, usou a bateria como "caixa de som" amplificadora ressonante, incorporou "objectos encontrados" em uma crescente bateria de elementos percussivos que agora inclui gongos e uma enorme bateria contra-baixo com cordas. Ele examinou a própria textura do material em mãos. Ao mesmo tempo Prévost permaneceu com o kit de bateria de jazz e as técnicas convencionais associadas a ele. O jazz teve um papel referencial distinto dentro de várias bandas que Prévost esteve envolvido, da The Eddie Prévost Band do final dos anos 1970 com Geoff Hawkins no tenor, o baixista Marcio Mattos e o trompetista Gerry Ouro; ao seu trio, o Trio Eddie Prévost, que começou em década de 1990 com Tom Chant e John Edwards e a um conjunto recente com o saxofonista Alan Wilkinson e o baixista Joe Williamson. 

### Actividade recente
Prévost ainda toca regularmente com o AMM (que atualmente é formado pelo pianista John Tilbury e ele próprio). A dinâmica vital de toda obra de Prévost é a reacção criativa a um contexto específico. Suas variadas e contínuas descobertas no âmbito do AMM e seu refinamento da filosofia meta-musical desse grupo, se estendem até sua forma de tocar a solo e em outros alinhamentos diversos, como o 9!, Sakada (com a electrónica ao vivo e os computadores de Mattin e Parlane Rosy) ou o trio com Jim O'Rourke e Takehisa Kosugi que acompanhou a companhia de dança de Merce Cunningham em 1998. A vida de Prévost como músico abrangeu encontros com uma extraordinária variedade de instrumentistas, incluindo Evan Parker, Barry Guy, Paul Rutherford (trombonista), Tony Moore, Wolff Christian, Crispell Marilyn, Wolf John Brennan, Picard Simon, Yanu Shiku , Veryan Weston, Howard Riley, Max Eastley, Phillip Wachsman, Akemi Kuniyoshi, John Edwards, Tom Chant, Dave Jackman’s Organum, Yoshikazu Iwamoto e Derek Bailey. Além de tocar e improvisar free jazz, Prévost já tocou desafiadoras composições experimentais, especialmente aquelas de seu ex-companheiro Cornelius Cardew. Prévost também posteriormente colaborou com outros grupos de indie rock, incluindo dEUS, Main e Sonic Boom e criou música para cineastas experimentais (Malcolm LeGrice, Vlasto Sudar e Gina Tornatore). Já tocou na maioria dos países europeus, incluindo a Rússia, Lituânia e Turquia, nos EUA, Canadá e Japão e realizou workshops na Europa e América, bem como no Reino Unido. 

### Telectu
Eddie Prévost foi também um colaborador em alguns concertos que o duo português de música improvisada Telectu, deu em Portugal, destaca-se "Quartetos" um trabalho editado pela Clean Feed a partir de um concerto acontecido em novembro de 2001 no "Atlantic Wave Festiva".

## Livros
- No Sound is Innocent, Copula, 1995 ISBN 0-9525492-0-4
- Minute Particulars, Copula, 2004 ISBN 0-9525492-1-2
- Cornelius Cardew Reader (ed. Edwin Prévost) Copula, 2006 ISBN  0-9525492-2-0